# أودري ولز
أودري ولز (بالإنجليزية: Audrey Wells)‏ هي كاتبة سيناريو ومنتجة أفلام وكاتِبة ومخرجة أمريكية، ولدت في 29 أبريل 1960 في سان فرانسيسكو في الولايات المتحدة، وتوفيت في 4 أكتوبر 2018 في سانتا مونيكا في الولايات المتحدة بسبب سرطان.
عملت دي جي في راديو وتخرجت من جامعة بيركلي وجامعة كاليفورنيا في لوس انجلوس. كتبت ويلز العديد من السيناريوهات للأفلام الروائية الناجحة ثلاثة منها أخرجتها بنفسها، من بين أعمالها السينمائية البارزة «عن النساء والرجال والحيوانات الأخرى» 1996 «تحت شمس توسكان» 2003 والذي حقق أيضا نجاحا تجاريا. ركزت سيناريوهاتها بشكل أساسي على الأفلام الكوميدية والأفلام الرومانسية. في عام 2006، انتخبت محكمة في مهرجان صندانس السينمائي.
من أفلامها «غينيفير» Guinevere لعام 1999، والذي فاز بجائزة والدو سولت للسيناريو.

## أعمالها
- 1999: «حب من الصورة الأولى» (جينيفير)
- 2003: «تحت شمس توسكان»

### سيناريوهات كتبتها
- 1996: «حول النساء والرجال والحيوانات الأخرى» (حقيقة القطط والكلاب)
- 1997: «الغابة تموت من الضحك»
- 1999: «حب من الصورة الأولى»
- 2000: «الطفل»
- 2003: «تحت شمس توسكان»
- 2004: «الرقص؟»
- 2007: "The Game Plan"
- 2017: «روح الكلب»
- 2018: «الكراهية التي منحتها»
- 2020: " Above and Beyond the Moon "

## وصلات خارجية
- أودري ولز على موقع IMDb (الإنجليزية)
- أودري ولز على موقع ألو سيني (الفرنسية)
- أودري ولز على موقع ميوزك برينز (الإنجليزية)
- أودري ولز على موقع أول موفي (الإنجليزية)
- أودري ولز على موقع قاعدة بيانات الأفلام السويدية (السويدية)
- أودري ولز على موقع قاعدة بيانات الفيلم (الإنجليزية)
- أودري ولز على موقع كينوبويسك (الروسية)